# Sicya cruzensis
Sicya cruzensis là một loài bướm đêm trong họ Geometridae.